# Lore Zech

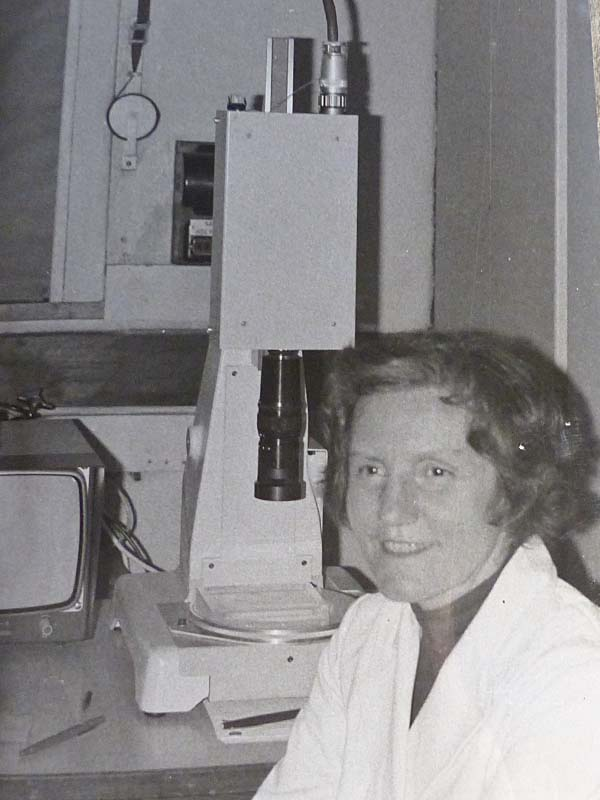
Lore Zech

Lore Zech (ur. 24 września 1923 w Gütersloch, zm. 13 marca 2013) – niemiecka cytogenetyk pracująca na uczelniach w Szwecji i w Niemczech, pionierka w zakresie metodyki badania chromosomów.

## Życiorys
W wieku 4 lat została sierotą. Po śmierci rodziców była wychowywana przez babcię w regionie Sauerland. Studiowała na uczelniach w Bonn, Tybindze i Marburgu. Stopień doktora uzyskała w Instytucie Maxa Plancka w Tybindze. 
W 1953 wraz z mężem wyjechała do Szwecji i kontynuowała kształcenie w Instytucie Karolinska w Sztokholmie, tam też rozpoczęła karierę zawodową. W latach 60., wraz z szefem tamtejszego Instytutu Badań Komórkowych i Genetyki, Torbjörnem Casperssonem, opracowała technikę prążkowania chromosomów, tzw. Q-banding, która pozwalała na wyróżnienie poszczególnych chromosomów podczas ich obserwacji. Był to pierwszy opracowany typ prążkowania, przyjęty oficjalnie przez środowisko w 1971 na międzynarodowej konferencji Standardization in Human Cytogenetics w Paryżu. Po kilku latach opracowaną przez nią metodę zaczęto zastępować bardziej efektywną metodą G-bandingu.
W latach następnych Zech zajmowała się badaniem nietypowości w układzie chromosomów u osób chorych na nowotwory i schorzenia wrodzone. Zech, wykorzystując swoją metodę prążkowania, wyróżniła m.in. charakterystyczną translokację chromosomów u chorych na chłoniaka Burkitta. W 1989 przeszła na emeryturę. Kontynuowała swoje badania na oddziale genetyki klinicznej Szpitala Uniwersyteckiego w Uppsali. W 1999 została członkiem honorowym European Society of Human Genetics (ESHG). Publikowała w czasopismach „Experimental Cell Research” i „Hereditas”.
Odznaczona została Orderem Zasługi Republiki Federalnej Niemiec 1. klasy. ESHG przyznało jej nagrodę im. Mauro Baschirotto; była pierwszą osobą, która otrzymała to wyróżnienie. Uniwersytet Chrystiana Albrechta w Kilonii przyznał jej doktorat honorowy. Znalazła się w gronie 1000 najczęściej cytowanych naukowców współczesnych okresu 1965–1978. Przyczyną jej śmierci była białaczka. 